# タイムボカンシリーズ
- 竜の子プロダクション（タツノコプロ） > タイムボカンシリーズ

タイムボカンシリーズは、タツノコプロ制作による日本のSFギャグアクションアニメシリーズの総称。

## 概要
本シリーズは同一の作品ではなく、基本コンセプトやフォーマットを共有した複数の作品が、登場人物や設定を変えつつ継続しているものである。各シリーズ作品に共通して、「正義の味方である主人公たちと、悪役3人組」が、「動物を模したタイムマシンなどのスーパーテクノロジーを有するメカ」で「古今東西に（タイム）トラベル」し、「その時代・地域の歴史的偉人などを巻き込んで不思議な力を持つ宝の争奪戦を繰り広げる」という要素が盛り込まれている。詳細はシリーズの特色の節なども参照。昭和から平成にかけての40年余りの間、度々の中断期間を挟みながらテレビシリーズが10作以上制作され、またOVAやラジオ番組、実写映画などといった派生展開も行われている。

### 昭和期
海外映画に影響を受けた、ミニカーを売るためのカーレース物のアニメという発想に端を発し、またそれまでのタツノコプロの芸風の一つであったハードなアクション物から趣を変えたコメディ作品として、「時空を超えた善悪のタイムマシンによるコミカルな競争」というテレビアニメの企画が1972年頃に立ち上げられた。その後メインスポンサーとしてタカトクトイスが入るなどの紆余曲折を経て、フジテレビ系ネット各局にて1975年10月に放送が開始されたのが、シリーズ第1作『タイムボカン』である。当初2クールの放送期間を予定していた同作品であるが、その好評ぶりから最終的に5クールにまで延長され、同作品の終了後もシリーズとして定着、1970年代後半から1980年代初頭にかけて高い人気を獲得した。シリーズ作品では『タイムボカン』が最高26.3%、『ヤッターマン』が最高26.5%という高視聴率を記録しているが、タツノコプロの資料の中には別数値を記すものもある。
テレビシリーズはおよそ8年にわたって続いたが、転機となったのはシリーズ第7作『イタダキマン』で、同作品では放送時間の変更や原点回帰に向けた取り組みがなされたものの、フジテレビ側との軋轢から、シリーズ立ち上げ当初より参加していたシリーズ構成の小山高生と音楽担当の山本正之が制作陣より外され、視聴率も振るわぬままわずか半年で番組は終了。続編として『タイムボカンエクスプレス』、『タイムボカンウォーズ サッパリマン』が計画されていたが、これらも同作品の早期終了で日の目を見ることないまま、テレビシリーズは長期間にわたり中断を余儀なくされた。

### 平成以降
1990年代に入ると、本シリーズを題材としたOVAや各種テレビゲーム、それに派生作品が度々制作され、ラジオ番組『平成タイムボカン』でもテレビシリーズの復活に向けた署名が行われるなど、草の根レベルでの人気は持続し続けた。こうした動きを経て、放送局をテレビ東京に移す形で、平成最初のテレビシリーズとなる『タイムボカン2000 怪盗きらめきマン』が2000年に放送されたが、放送枠における作劇上の制約などもあり、往時の人気を復活するまでには至らなかった。
同作品の終了後も、2005年にシリーズ誕生30周年を迎えたことを受け記念作品の制作が計画されていたが、同年6月にタツノコプロがタカラ（現：タカラトミー）の子会社になった際の社内的混乱もあり、企画は凍結された。その後同社のタツノコ作品のコンテンツ事業展開の一つとして、再度テレビシリーズの企画が進められ、2008年に昭和期のテレビシリーズのリメイク版として『ヤッターマン』が、読売テレビ（ytv）・日本テレビ系で放送された。同作品の放送期間中である2009年3月には、日活（配給・松竹）による『ヤッターマン』の実写映画も公開された。『ヤッターマン』のリメイクは2015年にも行われ、元祖ヤッターマンと世界観を共有しつつもドロンボーの子孫を主人公に、ヤッターマンを敵側に据えたスピンオフ作品『夜ノヤッターマン』が、読売テレビ・TOKYO MX他で放送された。
2016年には、タツノコプロ創立55周年記念を兼ねたシリーズ最新作『タイムボカン24』が、リメイク版『ヤッターマン』と同様に読売テレビをキー局として放送され、2017年には続編にあたる『タイムボカン 逆襲の三悪人』も制作された。両作品とも『タイムボカン』のリメイク作品として位置づけられているが、ストーリーや世界観、登場キャラクターなどはほぼ一新されている。
平成に入ってからはCS放送などでも繰り返し再放送が行われており、2017年6月から2018年6月までの1年間には、キッズステーションにてタツノコプロアニメ放送55周年を記念した企画『タツノコ55YEAR 昭和のタイムボカンシリーズ全作見せます!』がスタート。それまでHDリマスター版を放送していた『ヤッターマン』を含む昭和期のテレビシリーズ全7作が、月曜 - 木曜の深夜帯にて再放送された。

### スポンサー
昭和期のテレビシリーズのメインスポンサーはタカトクトイスで、各種メカのおもちゃをはじめとした関連商品も同社より多数発売されていた。同社は第1作の『タイムボカン』から制作に関与したが、『イタダキマン』の頃には同作品の玩具販売の不振に加え、『超時空世紀オーガス』や『銀河疾風サスライガー』など、同時期にタカトクトイスがスポンサードしていた各作品も振るわず、タカトクトイスの経営悪化に拍車がかかり1984年5月に倒産。『イタダキマン』の終了から7か月後のことであり、文字通り本シリーズと命運を共にする格好となった。
平成以降は、『きらめきマン』ではバンプレストがスポンサーについたものの、タカトクトイスに代わるおもちゃなどの関連商品を発売するスポンサーは確保できなかった。リメイク版『ヤッターマン』と『タイムボカン24』では、前述の通りタツノコプロの親会社となったタカラトミーがメインスポンサーとなり、同社からおもちゃなどの関連商品が発売された。

### 雑誌掲載
雑誌掲載は『イッパツマン』まで小学館の学習雑誌や『てれびくん』がメイン。その後は掲載誌が変更され、『イタダキマン』の頃は秋田書店発行『TVアニメマガジン』、『きらめきマン』の頃は講談社発行『テレビマガジン』がメイン掲載誌となっていた。リメイク版『ヤッターマン』では『てれびくん』と『テレビマガジン』の両誌で掲載。『タイムボカン24』では『てれびくん』『テレビマガジン』のほかに『月刊コロコロコミック』『コロコロイチバン!』でも掲載された。『テレビマガジン』はアニメ情報を中心に掲載し、『てれびくん』『コロコロコミック』は関連玩具の情報のみ掲載。『コロコロイチバン!』は玩具情報のほか、コミカライズを連載。

### 劇場版
本シリーズの劇場上映は数本あるが、その大半はテレビシリーズのブローアップであり、完全な劇場用新作は東映まんがまつり用に制作された『ゼンダマン』（1980年）と『オタスケマン』（1981年）の2本のみ。前者は13分、後者は15分の短編である。長編としては、リメイク版『ヤッターマン』（2009年）が初めてである。
東映・東宝の両社と繋がりの深いフジテレビと、元々東宝と繋がりのあったタツノコプロの制作であることから、テレビシリーズのブローアップ版は東宝が、新作2本は東映が配給を行った。当時まだ日本ではシネマコンプレックスは本格的な展開がなされておらず、ほとんどの封切館が大手映画会社の直系による経営かまたはそれと強い提携関係にあった中で、非常に珍しいケースだった。実写版『ヤッターマン』と『劇場版 ヤッターマン 新ヤッターメカ大集合! オモチャの国で大決戦だコロン!』の配給は松竹であり、事実上邦画大手3社すべての配給を渡り歩いた珍しいシリーズといえる

## 三悪
「三悪（さんあく）」（または「悪玉トリオ」など）は『タイムボカンシリーズ』全作に登場する、主人公たちと敵対するトリオの総称。本シリーズの人気の根源を支える名キャラクターたちである。ヤットデタマンでは人形として、平成版ヤッターマンではソフビとして、またドロンジョのみが『ミクロアクションシリーズ』の流れを汲むアクションフィギュアにて商品化されている。
小悪魔的な性格の「お色気系」女性キャラクターをリーダーとし、彼女に忠誠を誓う小ずるい知能に長けつつ肝心なところでウッカリミスする「頭脳派」男性キャラと、頭よりも手が先に出る「怪力タイプ」男性キャラ、以上の3名で構成される。

## シリーズの特色

### 演出
ナンセンスなギャグと同じストーリー展開を繰り返し継続しているため、ワンパターン（マンネリ）と言われかねないが、これがいわゆる “お約束” と化し、大人から子供までの人気を博した。また下記に記すような、当時のアニメーション作品としては斬新な演出も多く、それがさらなる人気を呼び込んだ。
- 基本的に勧善懲悪ヒーローものであるが、むしろ悪役の出番の方が多く、悪役の方がキャラが立っている
- 比較的ハードなメカが多数登場するSFストーリーでありながら全体としてはギャグアニメ。
- スタッフ・出演者の内輪ネタを堂々と劇中に取り入れる。
- 劇中で視聴者との積極的なコミュニケーションを図る。
  - 一例としては視聴者に挿入歌を唄ってもらう、視聴者から寄せられた応援のハガキを作中で読み上げる、視聴者の顔写真を挿入したりする（再放送やビデオ化においても目線などの修正は一切施されない）など

監督を務めた笹川ひろしによると、当初は「シリアス作なのかギャグ作なのか、どう捉えればいいか理解不能」という反応が多かったという。女性キャラクターの衣装が弾け飛ぶお色気シーンも人気があった（『きらめきマン』以降では時代の変遷による規制の強化もあり、この要素はかなりトーンダウンしており、リメイク版『ヤッターマン』では、これを逆手に取った演出もされている）。
その一方でヤッターマン以降、若い女性層に人気を博し、徐々に女性スタッフや美形キャラやドラマ性などが追加されていく。
『逆転イッパツマン』ではシリーズのテコ入れの一環としてサラリーマンの悲哀を描くペーソス感と、タツノコプロ作品のもう一つの芸風でもあるシリアスで渋いハードタッチのストーリーが渾然一体となって展開、異色のシリーズ作となっている。

### 声優陣
本シリーズでは作品ごとに、主人公も含めたキャラクターやその担当声優を変えることがほとんどであるが、いくつかの作品でレギュラーの声を担当した登場した声優が数名いる。例としては多くの作品でナレーターとして出演した富山敬、敵のボスなどで、印象的なキャラクターを多く演じた滝口順平など。これら個性的な声優陣によって作品の雰囲気に統一感が与えられた。その他、ゲストキャラクターにも数々の大物声優を惜しみなく起用している。
唯一の例外として、「三悪」を演じた小原乃梨子、八奈見乗児、たてかべ和也の3名は、第1作『タイムボカン』以降派生作品なども含め、リメイク版『ヤッターマン』まで長らく継続して出演していた。同作品の終了後はこの3名の高齢化や逝去などに伴い、『夜ノヤッターマン』にて三悪を演じた喜多村英梨、平田広明、三宅健太の3名がこれを引き継いでいる。

### 主題歌
一部作品を除き、『きらめきマン』までのシリーズ作品については、主題歌、挿入歌の作詞・作曲・歌を山本正之が担当。リメイク版『ヤッターマン』では別の歌手によるリミックス→実写版・アニメ劇場版で山本自身によるセルフカバーが用いられた。
山本作曲の主題歌は、所謂サビの繰り返しをしないことが特徴で、OP・EDに関しては山本の作詞に拠らない『イタダキマン』OP以外のすべてに共通する（挿入歌については例外あり）。低年齢層向けの『タイムボカン』から『オタスケマン』までは子供のコーラスが入ったり、擬音が歌詞の中に頻繁に出てきて、山本節の特徴とされたが、若干対象年齢が上げられた『ヤットデタマン』以降はこの傾向は（カバー曲であるヤッターマンを除き）見られなくなった。
昭和期作品では、ほとんどの作品で主題歌の変更は実施されなかったが、『ヤッターマン』（第1作）では第59話からOP・EDが変更された他、『オタスケマン』では第23話からEDが変更された。
山本はアニメ制作スタッフとも親密な関係を築き、『ゼンダマン』以降『イッパツマン』までの作品でレギュラーキャラを、『きらめきマン』でもゲストキャラをそれぞれ演じている。
主題歌のシングルの発売は、『きらめきマン』まではビクターエンタテインメントから発売されており、OPをA面、EDをB面としていたが、リメイク版『ヤッターマン』以降は主題歌を歌唱しているアーティストが所属しているレーベルから発売している。

### キャラクターデザイン
- 天野嘉孝（タイムボカン - イタダキマン）
- 上北ふたご（怪盗きらめきマン・ヤッターマン第2作）
- 後藤圭祐（夜ノヤッターマン）
- 吉松孝博（タイムボカン24）※ キャラ原案はゲームメーカー・レベルファイブによる。

### メカデザイン
『タイムボカン』では中村光毅がメカデザインを手がけ、『ヤッターマン』の途中から大河原邦男が基本的にメインメカのデザインを担当した。大河原がデザインしたメカたちは、シリーズ初期から中期においてはコミカルなメインメカとマスコット的なサブメカが中心で、キャラクターの延長上に位置するものであった。また、『逆転イッパツマン』では1作に2機の巨大ロボット（前期の主役ロボ逆転王、後期の主役ロボ三冠王）が登場。シリアス気味なストーリー展開とも相まって、他のロボット作品を彷彿とさせる活躍を見せた。
シリーズ最新作『タイムボカン24』では大河原は敵側メカデザインのみを担当。メインメカデザインについては原案をレベルファイブ、アニメ用デザインを川原智弘がそれぞれ担当している。

### トラベル（タイムトラベル）で行く先の世界
各ストーリーの題材として、「想像上の動物・モンスター」「歴史上の人物」「その他の歴史上の逸話や世界・日本各地の珍しい習慣」「昔話・伝説」「童話・児童文学」など、児童でも周知のものが多く扱われる。本シリーズはギャグアニメというジャンルを考慮し、「想像上の動物・モンスター」については、恐ろしいものとはされず、むしろ愛らしい姿で善良な性格とされることが多い。また、「昔話・伝説」「童話・児童文学」についても元の話とは異なり、本来死を迎える筈の題材作における主人公にも悲しい結末ではなく、ハッピーエンドが与えられる傾向が多かった。
その中でも特に印象が残るとされることが多い題材が「昔話・伝説」である。また本来の登場人物に代わって、主人公が悪人退治をするなどのストーリーの改変もあった。これ以外の文学・文芸作品・演劇など、子供らにとってはやや難しい話も多く扱った。聖書も『エデンの園』『ノアの箱舟』など、布教にはならないエピソードは扱われた例がある。
未来を取り上げた作品も数話ある。『タイムボカン』では人類の文明が崩壊した後の暗い未来が取り上げられたが、『ゼンダマン』と『タイムパトロール隊オタスケマン』では人類が宇宙を自由に航行する、比較的明るい未来が設定されている。『イタダキマン』ではそれまでの作品と異なり、元となった題材から大きくアレンジされた物語になっている。また、『怪盗きらめきマン』では物語を基にしていないものが多い。各話でのメカ戦は岩山などの多い場所で行われることが多く、中には実際の物語の舞台には存在しない地形も多い。

## シリーズ一覧

### テレビシリーズ
昭和期
以下の各作品とも、フジテレビ系列にて放送。また『ヤッターマン』から『イタダキマン』までの各作品とも、共通して作品タイトルの頭に「タイムボカンシリーズ」と付記されている。
- タイムボカン（1975年10月4日 - 1976年12月25日、全61話）
- ヤッターマン（第1作）（1977年1月1日 - 1979年1月27日、全108話）
- ゼンダマン（1979年2月3日 - 1980年1月26日、全52話）
- タイムパトロール隊オタスケマン（1980年2月2日 - 1981年1月31日、全53話）
- ヤットデタマン（1981年2月7日 - 1982年2月6日、全52話）
- 逆転イッパツマン（1982年2月13日 - 1983年3月26日、全58話）
  - 以上の各作品は、毎週土曜18:30 - 19:00（以下、特記のない限りJST）に放送。
- イタダキマン（1983年4月9日 - 9月24日、全20話[注 7]）
  - 同作品のみ、毎週土曜19:30 - 20:00に放送。

平成以降
平成に入ってからは、作品によって制作・放送局が異なる場合が多い。
- タイムボカン2000 怪盗きらめきマン（2000年4月5日 - 9月27日、全26話、テレビ東京系列）
- ヤッターマン（2008年1月14日 - 2009年9月27日、全60話、ytv / 日テレ系列）
  - 昭和期に放送された同名作品のリメイク版。シリーズ初で唯一の地上デジタル放送にしてハイビジョン制作であり、同時にシリーズ最後の地上アナログ放送となった。
- 夜ノヤッターマン（2015年1月11日 - 3月29日、全12話、TOKYO MX、読売テレビ他）
  - 昭和期に放送された同名作品のスピンオフ版。TOKYO MXでは日曜のプライムタイム、読売テレビなどでは深夜帯に放送された。
- グッド・モーニング!!!ドロンジョ（2015年3月30日 - 2016年3月25日、全243話、日本テレビ系列）
  - 同局の朝の情報番組『ZIP!』内の「あさアニメ」として、平日朝に1分間放送された。
- タイムボカン24（2016年10月1日 - 2017年3月18日、全24話、ytv / 日テレ系列）
- タイムボカン 逆襲の三悪人（2017年10月7日 - 2018年3月24日、全24話、ytv / 日テレ系列）
  - 両作品とも昭和期に放送された同名作品のリメイク版。企画協力やキャラクター・メカ原案にはテレビゲームメーカーのレベルファイブが協力している。

### 劇場作品
昭和期
ゼンダマンとオタスケマンはオリジナル作品が上映された。
- 東映まんがまつり内『タイムボカンシリーズ ゼンダマン ピラミッドの謎の箱だよ! ゼンダマン』（1980年3月15日公開）
  - シリーズ初の完全新作映画。
- 東映まんがまつり内『タイムボカンシリーズ タイムパトロール隊オタスケマン アターシャの結婚披露宴!?』（1981年3月14日公開）

平成以降
- ヤッターマン（2009年3月7日公開）
- 劇場版 ヤッターマン 新ヤッターメカ大集合! オモチャの国で大決戦だコロン!（2009年8月22日公開）
  - 劇場作品としては初の長編。

### OVA作品
- タイムボカン王道復古
  - タイムボカン王道復古『チキチキ・ウゴウゴ・ホゲホゲマシーン猛レース』（1993年11月）
  - タイムボカン王道復古『ヤッターマン タツノッコン王国で同窓会だコロン』（1994年1月）
    - タツノコプロ創立30周年記念作品として制作された。前編では昭和期の三悪がメカを用いてレースを繰り広げる内容になっており、後編では『ヤッターマン』の基本フォーマットをなぞらえつつ、タツノコ作品のキャラクターが生活する『タツノッコン王国』を舞台に復活したヤッターマンとドロンボー一味が対決する内容となっている。特に後編ではタツノコキャラが多数登場するほか、『ガッチャマン』『キャシャーン』『テッカマン』『ポリマー』のタツノコヒーローがドロンボー一味をそれぞれのヒーローが戦ってきた敵組織と思い込みながら戦うという形で登場する。

### テレビ特番
- 世紀末伝説ワンダフルタツノコランド 円盤星人UBO（1999年12月31日放映）
  - TBSの年末長時間特別番組『超える!テレビ』の中の1コーナー。タツノコキャラが総登場する年末特番として制作され、特にハクション大魔王やドロンボー一味がメインキャラとして位置付けられている。

### スピンオフドラマ
- DORONJO / ドロンジョ（2022年10月7日 - 12月16日）

### 放送局
系列は現在の系列。
| 対象対象地域  | 放送局            | 系列                                         | 備考 |
| ------------- | ----------------- | -------------------------------------------- | --- |
| 関東広域圏    | フジテレビ        | フジテレビ系列                               | 「イタダキマン」までの制作局 |
| 関東広域圏    | テレビ東京        | テレビ東京系列                               | 「怪盗きらめきマン」制作局 |
| 関東広域圏    | 日本テレビ        | 日本テレビ系列                               | 「グッド・モーニング!!!ドロンジョ」制作局 「ヤッターマン」（リメイク版） - 「タイムボカン 逆襲の三悪人」を放送                                                                               |
| 近畿広域圏    | 関西テレビ        | フジテレビ系列                               | 「イタダキマン」まで放送 |
| 近畿広域圏    | 読売テレビ        | 日本テレビ系列                               | 「ヤッターマン」（リメイク版） - 「タイムボカン 逆襲の三悪人」の制作局 「夜ノヤッターマン」も放送 「グッド・モーニング!!!ドロンジョ」は2016年1月から放送                                     |
| 北海道        | 北海道文化放送    | フジテレビ系列                               | 「イタダキマン」まで放送 |
| 北海道        | テレビ北海道      | テレビ東京系列                               | 「怪盗きらめきマン」を放送 |
| 北海道        | 札幌テレビ        | 日本テレビ系列                               | 「ヤッターマン」（リメイク版） - 「タイムボカン 逆襲の三悪人」を放送 「グッド・モーニング!!!ドロンジョ」は2016年1月から放送                                                                  |
| 青森県        | 青森テレビ        | TBS系列                                      | 「イタダキマン」まで放送 「イタダキマン」は第19話も放送 |
| 青森県        | 青森放送          | 日本テレビ系列                               | 「ヤッターマン」（リメイク版） - 「タイムボカン 逆襲の三悪人」を放送 「グッド・モーニング!!!ドロンジョ」は全話放送                                                                           |
| 岩手県        | テレビ岩手        | 日本テレビ系列                               | 1980年3月まではテレビ朝日系列とのクロスネット局 「逆転イッパツマン」までと「ヤッターマン」（リメイク版） - 「タイムボカン 逆襲の三悪人」を放送 「グッド・モーニング!!!ドロンジョ」は全話放送 |
| 宮城県        | 仙台放送          | フジテレビ系列                               | 「イタダキマン」まで放送 |
| 宮城県        | ミヤギテレビ      | 日本テレビ系列                               | 「ヤッターマン」（リメイク版） - 「タイムボカン 逆襲の三悪人」を放送 「グッド・モーニング!!!ドロンジョ」は全話放送                                                                           |
| 秋田県        | 秋田テレビ        | フジテレビ系列                               | 1981年4月から1987年3月まではテレビ朝日系列とのクロスネット局 「イタダキマン」まで放送 |
| 秋田県        | 秋田放送          | 日本テレビ系列                               | 「ヤッターマン」（リメイク版） - 「タイムボカン 逆襲の三悪人」を放送 「グッド・モーニング!!!ドロンジョ」は全話放送                                                                           |
| 山形県        | 山形テレビ        | テレビ朝日系列                               | 1980年3月まではフジテレビ系列とのクロスネット局 1980年4月から1993年3月までフジテレビ系単独系列局 「怪盗きらめきマン」まで放送                                                                |
| 山形県        | 山形放送          | 日本テレビ系列                               | 「ヤッターマン」（リメイク版） - 「タイムボカン 逆襲の三悪人」を放送 「グッド・モーニング!!!ドロンジョ」は全話放送                                                                           |
| 福島県        | 福島テレビ        | フジテレビ系列                               | 1983年3月まではTBS系列とのクロスネット局 「タイムボカン」と「タイムパトロール隊オタスケマン」 - 「イタダキマン」を放送 「イタダキマン」は第19話も放送                                        |
| 福島県        | 福島中央テレビ    | 日本テレビ系列                               | 「ヤッターマン」（第1作・リメイク版）と「ゼンダマン」、「タイムボカン24」、「タイムボカン 逆襲の三悪人」を放送 「グッド・モーニング!!!ドロンジョ」は全話放送                                 |
| 東京都        | TOKYO MX          | 独立局                                       | 「夜ノヤッターマン」を放送 |
| 山梨県        | 山梨放送          | 日本テレビ系列                               | 「ゼンダマン」 - 「イタダキマン」と「ヤッターマン」（リメイク版） - 「タイムボカン 逆襲の三悪人」を放送 「イタダキマン」は第19話も放送 「グッド・モーニング!!!ドロンジョ」は全話放送         |
| 新潟県        | NST新潟総合テレビ | フジテレビ系列                               | 1981年3月までは日本テレビ系列・テレビ朝日系列とのクロスネット局 1981年4月から1983年9月まではテレビ朝日系列とのクロスネット局 「イタダキマン」まで放送 「イタダキマン」は第19話も放送         |
| 新潟県        | テレビ新潟        | 日本テレビ系列                               | 「ヤッターマン」（リメイク版） - 「タイムボカン 逆襲の三悪人」を放送 「グッド・モーニング!!!ドロンジョ」は全話放送                                                                           |
| 長野県        | 長野放送          | フジテレビ系列                               | 「イタダキマン」まで放送 |
| 長野県        | テレビ信州        | 日本テレビ系列                               | 「ヤッターマン」（リメイク版） - 「タイムボカン 逆襲の三悪人」を放送 「グッド・モーニング!!!ドロンジョ」は全話放送                                                                           |
| 静岡県        | テレビ静岡        | フジテレビ系列                               | 「イタダキマン」まで放送 |
| 静岡県        | 静岡第一テレビ    | 日本テレビ系列                               | 「ヤッターマン」（リメイク版） - 「タイムボカン 逆襲の三悪人」を放送 「グッド・モーニング!!!ドロンジョ」は全話放送                                                                           |
| 富山県        | 富山テレビ        | フジテレビ系列                               | 「イタダキマン」まで放送 |
| 富山県        | 北日本放送        | 日本テレビ系列                               | 「ヤッターマン」（リメイク版） - 「タイムボカン 逆襲の三悪人」を放送 「グッド・モーニング!!!ドロンジョ」は全話放送                                                                           |
| 石川県        | 石川テレビ        | フジテレビ系列                               | 「イタダキマン」まで放送 |
| 石川県        | テレビ金沢        | 日本テレビ系列                               | 「ヤッターマン」（リメイク版） - 「タイムボカン 逆襲の三悪人」を放送 「グッド・モーニング!!!ドロンジョ」は全話放送                                                                           |
| 福井県        | 福井テレビ        | フジテレビ系列                               | 「イタダキマン」まで放送 |
| 福井県        | 福井放送          | 日本テレビ系列                               | 「ヤッターマン」（リメイク版） - 「タイムボカン 逆襲の三悪人」を放送 「グッド・モーニング!!!ドロンジョ」は全話放送                                                                           |
| 中京広域圏    | 東海テレビ        | フジテレビ系列                               | 「イタダキマン」まで放送 |
| 中京広域圏    | 中京テレビ        | 日本テレビ系列                               | 「ヤッターマン」（リメイク版） - 「タイムボカン 逆襲の三悪人」を放送 「夜ノヤッターマン」も放送 「グッド・モーニング!!!ドロンジョ」は全話放送                                                |
| 愛知県        | テレビ愛知        | テレビ東京系列                               | 「怪盗きらめきマン」を放送 |
| 滋賀県        | びわ湖放送        | 独立局                                       | 「怪盗きらめきマン」を放送 |
| 大阪府        | テレビ大阪        | テレビ東京系列                               | 「怪盗きらめきマン」を放送 |
| 島根県 鳥取県 | 山陰中央テレビ    | フジテレビ系列                               | 「イタダキマン」まで放送 |
| 島根県 鳥取県 | 日本海テレビ      | 日本テレビ系列                               | 「ヤッターマン」（リメイク版） - 「タイムボカン 逆襲の三悪人」を放送 「グッド・モーニング!!!ドロンジョ」は全話放送                                                                           |
| 岡山県 香川県 | 岡山放送          | フジテレビ系列                               | 1979年3月まではテレビ朝日系列とのクロスネット局 1979年3月までの放送免許は岡山県のみ 「イタダキマン」まで放送 「ゼンダマン」の第1話 - 第9話は未放送                                           |
| 岡山県 香川県 | テレビせとうち    | テレビ東京系列                               | 「怪盗きらめきマン」を放送 |
| 岡山県 香川県 | 西日本放送        | 日本テレビ系列                               | 「ヤッターマン」（リメイク版） - 「タイムボカン 逆襲の三悪人」を放送 「グッド・モーニング!!!ドロンジョ」は全話放送                                                                           |
| 広島県        | テレビ新広島      | フジテレビ系列                               | 「イタダキマン」まで放送 |
| 広島県        | 広島テレビ        | 日本テレビ系列                               | 「ヤッターマン」（リメイク版） - 「タイムボカン 逆襲の三悪人」を放送 「グッド・モーニング!!!ドロンジョ」は全話放送                                                                           |
| 山口県        | テレビ山口        | TBS系列                                      | 1987年9月まではフジテレビ系列とのクロスネット局 「ヤッターマン」（アニメ第1作） - 「イタダキマン」を放送 「イタダキマン」は第19話も放送                                                      |
| 山口県        | 山口放送          | 日本テレビ系列                               | 「ヤッターマン」（リメイク版） - 「タイムボカン 逆襲の三悪人」を放送 「グッド・モーニング!!!ドロンジョ」は全話放送                                                                           |
| 徳島県        | 四国放送          | 日本テレビ系列                               | 「ヤッターマン」（リメイク版） - 「タイムボカン 逆襲の三悪人」を放送 「グッド・モーニング!!!ドロンジョ」は全話放送                                                                           |
| 愛媛県        | テレビ愛媛        | フジテレビ系列                               | 「ヤッターマン」（アニメ第1作）と「タイムパトロール隊オタスケマン」 - 「イタダキマン」を放送                                                                                                 |
| 愛媛県        | 南海放送          | 日本テレビ系列                               | 「ヤッターマン」（リメイク版） - 「タイムボカン 逆襲の三悪人」を放送 「グッド・モーニング!!!ドロンジョ」は全話放送                                                                           |
| 高知県        | テレビ高知        | TBS系列                                      | 「タイムボカン」と「逆転イッパツマン」を放送 |
| 高知県        | 高知放送          | 日本テレビ系列                               | 「ヤッターマン」（リメイク版） - 「タイムボカン 逆襲の三悪人」を放送 「グッド・モーニング!!!ドロンジョ」は全話放送                                                                           |
| 福岡県        | テレビ西日本      | フジテレビ系列                               | 「イタダキマン」まで放送 |
| 福岡県        | TVQ九州放送       | テレビ東京系列                               | 「怪盗きらめきマン」を放送 |
| 福岡県        | 福岡放送          | 日本テレビ系列                               | 「ヤッターマン」（リメイク版） - 「タイムボカン 逆襲の三悪人」を放送 「グッド・モーニング!!!ドロンジョ」は全話放送                                                                           |
| 佐賀県        | サガテレビ        | フジテレビ系列                               | 「イタダキマン」まで放送 |
| 長崎県        | テレビ長崎        | フジテレビ系列                               | 1990年9月までは日本テレビ系列とのクロスネット局 「イタダキマン」まで放送 |
| 長崎県        | 長崎国際テレビ    | 日本テレビ系列                               | 「ヤッターマン」（リメイク版） - 「タイムボカン 逆襲の三悪人」を放送 「グッド・モーニング!!!ドロンジョ」は全話放送                                                                           |
| 熊本県        | テレビ熊本        | フジテレビ系列                               | 1982年3月までは日本テレビ系列・テレビ朝日系列とのクロスネット局 1982年4月から1989年9月まではテレビ朝日系列とのクロスネット局 「イタダキマン」まで放送                                        |
| 熊本県        | 熊本県民テレビ    | 日本テレビ系列                               | 「ヤッターマン」（リメイク版） - 「タイムボカン 逆襲の三悪人」を放送 「グッド・モーニング!!!ドロンジョ」は全話放送                                                                           |
| 大分県        | 大分放送          | TBS系列                                      | 「イタダキマン」まで放送 「イタダキマン」は第19話も放送 |
| 大分県        | テレビ大分        | 日本テレビ系列 フジテレビ系列                | 「ヤッターマン」（リメイク版） - 「タイムボカン 逆襲の三悪人」を放送 「グッド・モーニング!!!ドロンジョ」は全話放送                                                                           |
| 宮崎県        | テレビ宮崎        | フジテレビ系列 日本テレビ系列 テレビ朝日系列 | 1976年3月までフジテレビ系単独系列局 1976年4月から1979年3月まではテレビ朝日系列とのクロスネット局 「ヤットデタマン」までと「イタダキマン」を放送                                              |
| 鹿児島県      | 鹿児島テレビ      | フジテレビ系列                               | 1982年9月までは日本テレビ系列・テレビ朝日系列とのクロスネット局 1982年10月から1994年3月まではと日本テレビ系列のクロスネット局 「イタダキマン」まで放送 「イタダキマン」は第19話も放送        |
| 鹿児島県      | 鹿児島読売テレビ  | 日本テレビ系列                               | 「ヤッターマン」（リメイク版） - 「タイムボカン 逆襲の三悪人」を放送 「グッド・モーニング!!!ドロンジョ」は全話放送                                                                           |
| 沖縄県        | 沖縄テレビ        | フジテレビ系列                               | 「イタダキマン」まで放送 |

### テレビシリーズに関する備考
- フジテレビ系フルネット局でも、編成上の都合で『タイムボカン』 - 『逆転イッパツマン』までの作品を、当時ローカル枠であった土曜18時台前半からの放送としたり、遅れネットで放送していた局があった。
  - 石川テレビでは、『タイムボカン』全話と『ヤッターマン』（アニメ第1作）の第41話までは土曜18時台前半での放送としていたが、『ヤッターマン』（アニメ第1作）の第42話以降から『イタダキマン』までは同時ネットで放送した。同局以外でも、長野放送とサガテレビの2局は『タイムボカン』 - 『逆転イッパツマン』を、テレビ新広島は『ヤットデタマン』のみ、同時間帯にて放送している。
  - 山形テレビ（1993年3月まではフジテレビ系列、同年4月以降はテレビ朝日系列）では、『タイムボカン』全話と『ヤッターマン』（アニメ第1作）の第92話までを遅れネットとした後、1978年10月の『FNNニュースレポート6:00』開始に伴い、『ヤッターマン』（アニメ第1作）の第93話以降から『イタダキマン』までを同時ネットで放送。後年の『怪盗きらめきマン』も、遅れネットで放送している。
  - 秋田テレビでは、『タイムボカン』 - 『逆転イッパツマン』を遅れネットで、『イタダキマン』を同時ネットでそれぞれ放送。
    - 昭和期のタイムボカンシリーズ（『タイムボカン』 - 『イタダキマン』）と、『怪盗きらめきマン』の両方を放送したのは、山形テレビが唯一の例である。
- 昭和期に放送された作品は、フジテレビ系列がある地域でも、編成上の都合で他系列局で放送されたケースや、作品によっては未放送となったケースがあった。また、2作以上の作品を同時期に遅れネットで放送していた局もあった。
  - 大分県では、『タイムボカン』 - 『イタダキマン』はテレビ大分（日本テレビ系列とのクロスネット局）ではなく、TBS系列局である大分放送で遅れネットで放送された他、同局では日曜18時台前半のタツノコ作品（『てんとう虫の歌』 - 『未来警察ウラシマン』）も放送していた。一方で、『ヤッターマン』（リメイク版）『タイムボカン24』『タイムボカン 逆襲の三悪人』はテレビ大分にて放送され、このうち『ヤッターマン』（リメイク版）は同時ネットとされたが、以降の2作については『FNN みんなのニュース Weekend』を放送していた都合上、遅れネットとなった[注 8]。
  - 福島県では、福島テレビ（1983年3月まではTBS系列・フジテレビ系列、同年4月以降はフジテレビ系列）が土曜18時台前半に『世界名作劇場』の遅れネットを、土曜18時台後半に『JNNニュースコープ』（いずれも1983年3月まで）を編成していた都合上、1978年10月に『タイムボカン』を3年遅れで放送。1983年4月にフジテレビ系列フルネット局にネットチェンジ（JNN脱退・FNN加盟）した後も、視聴者保護のため『クイズダービー』の同時ネットを継続したため、当時の現行作品であった『イタダキマン』は遅れネットで放送された。『タイムボカン』と『タイムパトロール隊オタスケマン』 - 『イタダキマン』は福島テレビで放送されたが、『ヤッターマン』（アニメ第1作）と『ゼンダマン』は福島テレビでは未放送となった。この2作品は、フジテレビ系列におけるタイムボカンシリーズ終了後の1987年に、日本テレビ系列局である福島中央テレビで放送され、『ヤッターマン』（アニメ第1作）は平日17時台後半に帯番組として、『ゼンダマン』は土曜の『NNN朝のニュース』の直前に放送していた。福島中央テレビは『ヤッターマン』（リメイク版）『タイムボカン24』『タイムボカン 逆襲の三悪人』も放送している[注 9]。
  - 新潟総合テレビ（1981年3月まではフジテレビ系列・日本テレビ系列・テレビ朝日系列、同年4月から1983年9月まではフジテレビ系列・テレビ朝日系列、同年10月以降はフジテレビ系列）は、1977年に『タイムボカン』を2年遅れで開始。『ヤッターマン』（アニメ第1作）～『タイムパトロール隊オタスケマン』は1980年に放送されたが、『ヤッターマン』（アニメ第1作）は平日16時50分からの帯番組として3年遅れで、『ゼンダマン』は『ヤッターマン』（アニメ第1作）終了後に火曜16時50分から、『タイムパトロール隊オタスケマン』は『FNNニュースレポート6:00』を18時20分に飛び降りた上で木曜18時台後半にそれぞれ放送していた。新潟総合テレビは『ヤットデタマン』～『イタダキマン』も遅れネットで放送した。
  - 岡山放送（1979年3月まではフジテレビ系列・テレビ朝日系列、同年4月以降はフジテレビ系列）では、1979年3月まで当該時間帯に『ANNニュースレーダー』を放送していた都合上、『タイムボカン』と『ヤッターマン』（アニメ第1作）は遅れネットで放送され、その後1979年4月に瀬戸内海放送（テレビ朝日系列）が、岡山県にも放送エリアを拡大したのに伴い、『ゼンダマン』の第10話以降から『イタダキマン』までは同時ネットとされた。一方で『ゼンダマン』の第1話 - 第9話については、岡山・香川両県における電波相互乗り入れの準備のため未放送となった。
  - テレビ山口（1987年9月まではTBS系列・フジテレビ系列、同年10月以降はTBS系列）は、本来の放送時間帯にて『JNNニュースコープ』を放送していた都合上、『ヤッターマン』（アニメ第1作） - 『逆転イッパツマン』は遅れネットとしていた。『イタダキマン』についても、フジテレビ系列番組の放送枠であった土曜19時台を『オールスター家族対抗歌合戦』の遅れネットに充てていたことから、やはり遅れネットで放送されている。
  - テレビ愛媛は、『ヤッターマン』（アニメ第1作）からネットを開始。同作品からと『タイムパトロール隊オタスケマン』 - 『逆転イッパツマン』は遅れネットで放送したが、『イタダキマン』は同時ネットで放送した。南海放送では、『ヤッターマン』（リメイク版）『タイムボカン24』『タイムボカン 逆襲の三悪人』を放送しているが、これら2局では『タイムボカン』と『ゼンダマン』は未放送となった。
  - テレビ宮崎（日本テレビ系列・テレビ朝日系列とのクロスネット局）では、『タイムボカン』を同時ネットとした後、『ヤッターマン』（アニメ第1作）は土曜18時台に、『ゼンダマン』 - 『ヤットデタマン』は遅れネットでそれぞれ放送。『イタダキマン』も同局の土曜19時台後半が、フジテレビ系列番組の放送枠である都合上同時ネットで放送したが、同作品の終了をもって宮崎県内におけるシリーズ自体の放送が打ち切られた。
    - 福島テレビ、新潟総合テレビ、テレビ山口、大分放送の4局は、同時ネット局で未放送となった『イタダキマン』第19話も放送した。
    - 新潟総合テレビでは、1981年3月までは日曜18時台前半のタツノコ作品（『てんとう虫の歌』 - 『とんでも戦士ムテキング』の途中まで）も遅れネットで放送していた（1981年4月から同時ネット）。『科学忍者隊ガッチャマンII』 - 『とんでも戦士ムテキング』の途中までに関しても、『タイムパトロール隊オタスケマン』と同様に、『FNNニュースレポート6:00』を18:20に飛び降りた上で水曜18時台後半にそれぞれ放送していた。
    - 電波相互乗り入れ前における香川県では、西日本放送と瀬戸内海放送の2局とも、『タイムボカン』と『ヤッターマン』（アニメ第1作）は放送しなかった。西日本放送では『ヤッターマン』（リメイク版）『タイムボカン24』『タイムボカン 逆襲の三悪人』は放送している。
    - テレビ山口では、『タイムパトロール隊オタスケマン』の途中までは、当時山口放送で放送されていた日曜18時台前半のタツノコ作品（『てんとう虫の歌』 - 『科学忍者隊ガッチャマンF』）とのバッティングを回避すべく、本シリーズを木曜17時台に、日曜18時台前半のタツノコ作品を火曜17時台にそれぞれ放送していた。後に山口放送が、『とんでも戦士ムテキング』を本シリーズと同じ木曜17時台の放送としたため、山口県では『オタスケマン』の放送期間中から『イタダキマン』までは、日曜18時台前半のタツノコ作品（『とんでも戦士ムテキング』～『未来警察ウラシマン』）と裏番組同士となった。山口放送は後年、『ヤッターマン』（リメイク版）『タイムボカン24』『タイムボカン 逆襲の三悪人』も放送している。
    - 大分放送では、『未来警察ウラシマン』の放送時間が変更されてからも、『イタダキマン』と並行して土曜18時台後半のタツノコ作品のネットを継続し、こちらも『OKAWARI-BOY スターザンS』まで同時間帯での放送が実施された。
- 昭和期のタイムボカンシリーズを放送していた当時、福島テレビ・新潟総合テレビ・テレビ山口・テレビ大分・テレビ宮崎を除くフジテレビ系列と他系列とのクロスネット局では、以下の対応がとられていた。
  - テレビ長崎は、『タイムボカン』 - 『逆転イッパツマン』を同時ネットしていた他、『イタダキマン』も土曜19時台後半がフジテレビ系列番組の放送枠であったことから、同時ネットでの放送が実施された。
  - テレビ熊本は、『タイムボカン』 - 『ヤットデタマン』を遅れネットで放送し、1982年4月の熊本県民テレビ開局を機に、『逆転イッパツマン』と『イタダキマン』は同時ネットでの放送が実施された。
  - 鹿児島テレビは、土曜夕方のニュース受けがANN（1982年9月まで）→NNN（1982年10月から1985年3月まで）であったことや、『土曜トップスペシャル』を放送していた都合上、『タイムボカン』 - 『イタダキマン』は遅れネットで放送された。また、同時ネット局では未放送となった『イタダキマン』第19話も放送した他、日曜18時台前半のタツノコ作品についても遅れネットで放送していた。
- 沖縄県では、『イタダキマン』までの各作品が沖縄テレビにて同時ネットで放送されており、以降のシリーズ作品については琉球放送も含め、2024年現在まで放送されていない[注 10]。
- テレビ岩手と山梨放送（いずれも日本テレビ系列）の2局は、本シリーズの放映権が同一地域の他局へ移行されておらず、昭和期の作品は遅れネット、『ヤッターマン』（リメイク版）『タイムボカン24』『タイムボカン 逆襲の三悪人』は同時ネットで放送された。一方で両局とも、未放送となった作品がいくつか存在する[注 11]
  - テレビ岩手では昭和期作品を放送していた当時、『タイムボカン』は同じタツノコ作品である『破裏拳ポリマー』を放送していた時間帯である木曜18時台前半にて放送を開始。一方で日曜18時台前半のタツノコ作品（『てんとう虫の歌』 - 『未来警察ウラシマン』）も、岩手放送で同時間帯に編成されていたため、1976年3月までは『タイムボカン』と『てんとう虫の歌』が裏番組同士となっていたが、1976年4月期の改編に際して、本シリーズの放送時間帯を金曜17時台後半に変更したことで解消している。
  - 山梨放送では、同時ネット局で未放送となった『イタダキマン』第19話も放送した他、日曜18時台前半のタツノコ作品も放送されていた。
- 青森県では、『タイムボカン』 - 『イタダキマン』は青森テレビでの遅れネットとされ、『ヤッターマン』（リメイク版）『タイムボカン24』『タイムボカン 逆襲の三悪人』は青森放送での同時ネットとされた。
- 四国放送では、『ヤッターマン』（リメイク版）『タイムボカン24』『タイムボカン 逆襲の三悪人』を同時ネットで放送。
- 高知県では、1978年にテレビ高知にて3年遅れで『タイムボカン』の放送を開始し、後に『逆転イッパツマン』も放送。同局での本シリーズの放送はこの2作のみに留まったが、『ヤッターマン』（リメイク版）『タイムボカン24』『タイムボカン 逆襲の三悪人』は高知放送で同時ネットで放送された[注 12]。
  - 青森テレビでは、青森放送で放送されていた日曜18時台前半のタツノコ作品（『てんとう虫の歌』 - 『未来警察ウラシマン』）と競合回避のため、本シリーズを月曜夕方に、日曜18時台前半のタツノコ作品を土曜夕方に編成していた。青森テレビは『ウラシマン』の放送時間変更に伴い、『逆転イッパツマン』を最後に土曜18時台後半のタツノコ作品のネットを打ち切った（以降は青森放送にて放送）一方、同時ネット局で未放送となった『イタダキマン』第19話も放送した。
- 昭和期シリーズの放送局であるフジテレビが提供しているFODと、タツノコプロと同じ日本テレビグループであるHuluにおける配信作品は以下の通りである。
  - FOD - 昭和期シリーズ全作（『タイムボカン』 - 『イタダキマン』）
  - Hulu - 『タイムボカン』 - 『逆転イッパツマン』までの昭和期シリーズ各作品、『ヤッターマン』（リメイク版） - 『タイムボカン 逆襲の三悪人』までの読売テレビ制作作品、『グッド・モーニング!!!ドロンジョ』

| フジテレビ系列 土曜18:30 - 19:00                                                                          | フジテレビ系列 土曜18:30 - 19:00                     | フジテレビ系列 土曜18:30 - 19:00                                                                             |
| 前番組 | 番組名                                               | 次番組 |
| --- | ---------------------------------------------------- | --- |
| 18:30 FNNニュース6:30 18:50 サンケイテレニュース ※ローカルニュース枠 18:55 冒険ロックバット ※以上 月 - 土 | タイムボカンシリーズ （タイムボカン - イッパツマン） | 未来警察ウラシマン ※日曜18:00 - 18:30より移動                                                                |
| フジテレビ系列 土曜19:30 - 20:00                                                                          |                                                      | |
| ぼくパタリロ! ※金曜19:00 - 19:30へ移動                                                                    | タイムボカンシリーズ （イタダキマン）                | みんな出て恋恋来い!                                                                                          |
| テレビ東京系列 水曜18:00 - 18:30                                                                          |                                                      | |
| 無限のリヴァイアス                                                                                        | タイムボカンシリーズ （きらめきマン）                | GEAR戦士電童                                                                                                 |
| 読売テレビ・日本テレビ系 月曜19:00 - 19:30                                                                |                                                      | |
| 結界師 ※深夜枠へ移動 ↓ 秋のミステリースペシャル (19:00 - 20:00)                                           | ヤッターマン                                         | アニメ☆7 名探偵コナン ※30分繰上げ                                                                            |
| 読売テレビ・日本テレビ系 月曜19:30 - 20:00                                                                |                                                      | |
| 名探偵コナン ※30分繰上げ                                                                                  | ヤッターマン ※本番組のみ「アニメ☆7」第2枠            | サプライズ （平日帯19:00 - 19:58） ※月曜はNTV制作世界まる見え!テレビ特捜部 (19:58 - 20:54) ※2分拡大、NTV制作 |
| 読売テレビ・日本テレビ系 日曜7:00 - 7:30                                                                  |                                                      | |
| 所さんの目がテン! ※一部系列局は遅れネット・自社制作番組                                                   | ヤッターマン                                         | 夢色パティシエール                                                                                           |
| 読売テレビ・日本テレビ系系列（※テレビ大分を除く） 土曜17:30 - 18:00                                       |                                                      | |
| 逆転裁判 〜その「真実」、異議あり!〜                                                                      | タイムボカン24                                       | 僕のヒーローアカデミア（第2期）                                                                              |
| 読売テレビ制作・日本テレビ系列（※テレビ大分を除く） 土曜17:30 - 18:00                                     |                                                      | |
| 僕のヒーローアカデミア（第2期）                                                                           | タイムボカン 逆襲の三悪人                            | 僕のヒーローアカデミア（第3期）                                                                              |

## 代表的なメカ

### 善玉側
『タイムボカン』
タイムメカブトン（タイムボカンⅠ）、 タイムドタバッタン（タイムボカンⅡ）、タイムクワガッタン（タイムボカンⅢ）
テントウキ、ヤゴマリン、シャクトリン、ヘリボタル、ビーチクリン、ダンゴロリン
『ヤッターマン』
ヤッターワン、ヤッターキング、ヤッターゾウ
ヤッターペリカン、ヤッターアンコウ、ヤッターブル、ヤッタードジラ、ヤッターパンダ&コパンダ、ヤッターヨコヅナ
『ゼンダマン』
ゼンダライオン
ゼンダモグラ、ゼンダビーバー、ゼンダシロクマ、ゼンダゴリラ、ゼンダワン、ゼンダコトラ
『オタスケマン』
オタスケサンデー号
オタスケタヌキ、オタスケサイ、オタスケアシカ、オタスケウータン、オタスケキンタ、オタスケガエル
『ヤットデタマン』
大巨神（巨神号）+ 大天馬 → 大馬神（大馬神戦車）
タイムカーゴ、タイムハヤウマ
『逆転イッパツマン』
（前期）トッキュウザウルス + 弾丸ヘッド号 → 逆転王 & リリーフドン
（後期）トッキュウマンモス + 弾丸ブースター号 → 三冠王 & リリーフカー
『イタダキマン』
カブトゼミ（カブトムシ型 → セミ型）、ペリギン（ペリカン型 → ペンギン型）、ワンガルー（犬型 → カンガルー型）
『怪盗きらめきマン』
おでかけキャット → トッタルニャン
おでかけフクブクロ → トッタルフグロー or トッタルぶくろう
『ヤッターマン（リメイク版）』
ヤッターワン、ヤッターキング、ヤッタージンベエ
ヤッターペリカン、ヤッターアンコウ、ヤッターモグラ、ヤッタードラゴン、ヤッターコング&ココング、ヤッターゼロ
『夜ノヤッターマン』
ヤッターワン、ヤッターコウノトリ、ヤッターパグ、ヤッターオヤカタ、ヤッター兵
『タイムボカン24（逆襲の三悪人）』
B01メカブトン、B02クワガッタン、B03ゴーカブトン、B24ドタバッタン
B04カットンボ、B05ハチブルーン、B06カマキリッパー、B07セミトブン、B08モスキートン、B09ホタルジャイロ、B10カナブーン、B11アメンボート、
B12スズムピーカー、B13アリボマー、B14ヤドカリン、B15モンシロン、B16クモモーター、B17サソモビル、B18オケドリラー、B19カタツムリン、
B20カミキリン、B21ダンゴロン、B22イモムシータンク、B23テントウキ

### 悪玉側
『タイムボカン』
タイムガイコッツ
『ヤッターマン』
おしおき三輪車（同作品のみ、毎回登場する敵役メカに搭載するコアメカが登場しなかったため。他方で、第55話と第57話にはそれらしきメカが存在するような描写も見られる。）第1話に登場したダイドコロンは、その後も王道復古、リメイク版の最初期のオープニングアニメーションや限定版第2弾、実写映画版、タツノコVSカプコンと様々な作品に登場し、半ばドロンボー一味の代表的なメカとなっている。
後年の派生作品では専用メカがないことを逆手に取り、ドロンボー一味（及びそれに相当するキャラ）はさまざまなメカに乗ることが多い。
- ラジオドラマ版：前半・スーパーマシン4704（通称：世直し号）、後半・超タイムガイコッツ2に搭乗。
- テレビゲーム版『ボカンと一発ドロンボー』『ボカンですよ』 ドロンボー一味3人の顔を模した3機のオリジナルバギーメカ（ボカンですよ、ではドクロベエ型のメカを含め4機）、『ボカン伝説〜豚もおだてりゃドロンボー〜』『ボカンGOGOGO』ではドロンボータンクと呼ばれるメカに搭乗。

『ゼンダマン』
シャレコウベメカ
『オタスケマン』
アンドロメダマ号（『ボカンGOGOGO』では脚部に車輪がついたアンドロメダマ号αを使用）、名称不明の移動用のコアメカ（シャレコウベメカとは色違いで、これに様々な装備をつけたのが顔メカなどである。「ドクロメカ」「ドクロン号」と表記している文献がある）
『ヤットデタマン』
タイムラクーダ、タイムナガモチ、タイムローバ（ドン・ファンファン専用）
『逆転イッパツマン』
シャレコーベバギー（前期）、シャレコーベダチョウ（後期）
『イタダキマン』
デンデンメカ（OVA版では竜子メカと呼称）
『怪盗きらめきマン』
ワンダーブル、コレッキリン（第16話のみ）
『ヤッターマン（リメイク版）』
おしおき三輪車（第1作と同じ）、ネエトン（ドクボン専用）
『夜ノヤッターマン』
おしおき三輪車（第1作及びリメイク版と同じ）
『タイムボカン24（逆襲の三悪人）』
ドクロクラフター

## 善玉側の名乗り口上
『タイムボカン』『タイムボカン24（逆襲の三悪人）』
名乗り口上はなし。
『ヤッターマン』『ヤッターマン（リメイク版）』
「ヤッターマンがいる限りこの世に悪は栄えない！」
『ゼンダマン』
「この世に悪のはこびる限りゼンダマンは現われる！善意の塊・ゼンダマン、只今参上！」
『オタスケマン』
「歴史を守って過去未来、正しい歴史の守り神！世界の助っ人・オタスケマン、天に変わって只今参上！」
『ヤットデタマン』
「驚き桃の木山椒の木、一気に時を渡りきり、ついに出た出たやっと出た！地球のアイドル・ヤットデタマン！」
『逆転イッパツマン』
「待ちに待ってた出番が来たぜ！ここはおまかせ、逆転イッパツマン！」
『イタダキマン』
「天から降ったか地から湧いたか、三千世界を乱す奴、天に代わって打ち砕く！頂き上手に命を賭ける、イタダキマン参上！ここであったがこんにちは！」
『怪盗きらめきマン』
1号（リップ）「花の都で大評判、不景気風もなんのその」
2号（パフ）「心ときめき、頭ひらめき、力めきめき」
1号「怪盗きらめきマン1号」
2号「同じく2号」
1号・2号「予告状通り、只今参上！」
1号「よろしくニャン」
2号「同じく、巷で評判の2号もついでによろしく」
『夜ノヤッターマン』
ドロンジョ「清く正しく美しく。ドロンボーがいる限り、この世にヤッターマンは栄えない。闇を払い、新たなる夜明けを!」

## 派生作品
タイトル後の西暦は発売（放送）年。

### 漫画化作品
- 小学館『てれびくん』
  - ヤッターマン（初期：久松文雄、後期：竹村よしひこ）
  - ゼンダマン（初期：宮のぶなお、後期：竹村よしひこ）
  - タイムパトロール隊オタスケマン（竹村よしひこ）
- 小学館『小学五年生』
  - ヤットデタマン（すのうちさとる）
- 小学館『月刊コロコロコミック』
  - ヤッターマン外伝 ボケボケボヤッキー（萬屋不死身之助）
- 小学館『コロコロイチバン』
  - ただいま参上!! ヤッターマン（難波孝）
- 講談社『テレまんがヒーローズ』
  - ヤッターマン（あおきけい&みかまる）
- 双葉社『100てんコミック』
  - オタスケヤッターゼンダマン（おりはるこん）
- 秋田書店『TVアニメマガジン』
  - イタダキマン（のなかみのる）
- 徳間書店『テレビランドコミックス』
  - ヤッターマンけっさく選（さわだなおみ） - 単行本のみ。

### ラジオ番組
平成タイムボカン
1996年4月 - 10月 NACK5、1996年10月 - 1997年3月 RFラジオ日本
小原乃梨子・山本正之がパーソナリティーを務める。八奈見乗児・たてかべ和也がイレギュラーゲストで登場した。番組内では同名のラジオドラマが放送され、三悪がなぜか世直しに奔走する「世直しドロンボー」、元の路線に戻った「カエッテキタマン」が放送された。ナレーターは堀内賢雄が担当、テーマソング、番組のエンディングテーマはテレビシリーズ同様、山本正之が手がけている。

### ゲーム作品
アーケードゲーム
- タイムボカン（1995年/AC/バンプレスト） - 主に海外のみ、国内は発売中止とのことだが少数が国内でも流通している。
- Wii用と同時稼働された「タツノコ VS. CAPCOM CROSS GENERATION OF HEROES」は下記のコンシューマーゲームに記載。

コンシューマーゲーム
- NEWヤッターマン 難題かんだいヤジロベエ（1996年/SFC/ユタカ）
- ボカンと一発!ドロンボー（1996年/PS/バンプレスト）
- ボカンと一発!ドロンボー 完璧版（1997年/SS/バンプレスト）
- ボカンですよ（1998年/PS/バンプレスト）
- ボカン伝説 ブタもおだてりゃドロンボー（2000年/WS/バンプレスト）
- ボカンGoGoGo（2001年発売/PS/バンプレスト）
- ヤッターマンDS ビックリドッキリ大作戦だコロン（2008年4月発売/DS/タカラトミー）
- ヤッターマンDS2 ビックリドッキリアニマル大冒険（2008年10月発売/DS/タカラトミー）
- ヤッターマンWii ビックリドッキリマシンで猛レースだコロン（2008年12月発売/Wii/タカラトミー）
- タツノコ VS. CAPCOM CROSS GENERATION OF HEROES（2008年12月稼働＆発売/AC＆Wii/カプコン） - ヤッターマン1号（＆ヤッターワン、ヤッターペリカン）（第1作）、ドロンジョ（＆ボヤッキー、トンズラー）、イッパツマン（＆逆転王）が参戦。
- TATSUNOKO VS. CAPCOM ULTIMATE ALL-STARS（2010年1月発売/Wii/カプコン） - 前作のキャラに加えてタイムボカンシリーズからは ヤッターマン2号（第1作）が参戦。

モバイルゲーム
- RPGヤッターマン（2006年発売/FP（i＆EZ＆S!/ケムコ）
- アクションメカバトル ヤッターマン（2008年10月発売/FP（S!＆i＆EZ）/コトブキソリューション）
- ヤッターマン×ボンバーマン（2008年11月発売/FP（EZ＆i）/ハドソン）
- タツノコオールスターズ ULTIMATE CARD BATTLE（2011年7月配信（アイテム課金）/FP＆SP（共にMobage）/サイバード）[5]
- タイムボカンクロニクル（2011年9月配信（FP）＆2012年1月配信（SP）（共にアイテム課金）/FP＆SP（共にMobage）/ダーツライブゲームズ）[6][7]
- タツノコウォーズ（2013年5月配信（Android）＆同年9月配信（iOS）（アイテム課金）/SP（Androidはauスマートパス）/タカラトミーエンタメディア）[8][9]
- タイムボカン24 ボカンメカバトル!（2017年6月配信（アイテム課金）/SP/エイタロウソフト） - 同年10月に「タイムボカン ボカンメカウォーズ!」にリニューアル。
- タツノコパズルヒーローズ ドロンジョ様におしおきだべぇ（2017年10月配信（アイテム課金）/SP/サイバード）[10][11]
- ヤッターマン ～激走レースに挑戦だコロン～（2021年5月配信（アイテム課金）/SP（LICENSE AD NETWORK）/ノックバックワークス）

パソコンゲーム
- タツノコヒーローズ（2013年2月配信（アイテム課金）/PC（Yahoo! Mobage（ブラウザゲーム））/サクセス）[12]

### Webコンテンツ
タツノコベイビー
タツノコキャラをベイビー化したベイビー星人がタレント活動をするという形で、ヤッタマ（ヤッターマン）、ドロンコキッズ（ドロンボー一味）というキャラクターたちが登場。
ヤッターマン×トウシバ
東芝とのコラボレーションによるヤッターマンFLASHアニメ
アラシ★タツノコ animation film of Believe
ドワンゴで配信された嵐とのコラボレーションによる着うたフルアニメーションPV。タイムボカン - ヤットデタマンまでの主人公に扮した嵐のメンバーが登場。

### パチンコ・パチスロ
パチンコ
- CRヤッターマン（2001年・2009年、平和）
- CRドロンジョにおまかせ（2005年、平和）
- CRAポチッと一発! おだてブタ（2008年、オリンピア/平和）
- CRタイムボカン（2011年、アムテックス）

パチスロ
- ドロンジョにおまかせ（2003年、平和）
  - スロッターUPコア3 愉打! ドロンジョにおまかせ（2004年/ドラス、上記パチスロのPS2用シミュレーションゲーム）

- ヤッターマン只今参上（2007年、平和）

2009年に平和から「すぐに当たるよ! タイムボカン」が発売される予定だったが、機種名の「すぐに当たるよ」が問題視され発売中止になった。

### コラボ作品
- 『Peeping Life -手塚プロ・タツノコプロワンダーランド- 』 - 『Peeping Life』と手塚プロ&タツノコプロとのコラボレーションアニメを放送。

### その他
- 『小説タイムボカン - ヤッターマン・オタスケマン・逆転イッパツマン』（1989年12月） - 山本優著, エニックス文庫, ISBN 9784900527232
- 『タイムボカン名曲大全』（1991年3月6日） - シリーズの主題歌、挿入歌の全集（CD2枚組）。小原、八奈見、たてかべ、富山が出演するミニドラマつき。都会の雑踏で3人が再会するという内容。解説書にはアニメ監督・庵野秀明も寄稿している（庵野は本シリーズを初めとしたタツノコアニメファンとして知られる）。
- 『TIME BOKAN MEGA MIX』（1993年9月22日） - シリーズ中に登場する楽曲（主に主題歌）をメドレーにしたシングルCD。